# Espuri Anti
Espuri Anti (en llatí Spurius Antius) va ser un ambaixador romà enviat junt amb altres tres, Gai Fulcini, Cloeli Tul·le, i Luci Rosci a Lar Tolumni, rei de Veïs l'any 438 aC, que els va fer matar. Es van erigir estàtues als quatre ambaixadors a la Rostra de Roma. Plini a la seva Historia Natural l'anomena Sp. Nautius, però s'ha de llegir Antius.